# Arroyo Cagancha
34°31′06″S 56°35′06″O / -34.51833, -56.58500
El arroyo Cagancha es un arroyo uruguayo, afluente del río Santa Lucía. Se encuentra ubicado en el departamento de San José, al oeste de Montevideo. Su longitud es de unos 56 km. y posee un afluente, el arroyo Cagancha Chico, en cuya zona de influencia se encuentra la localidad de Villa Rodríguez.
Aunque está muy difundida la creencia que debe su nombre a la deformación del apodo "Cara Ancha" con el que se conocía a un individuo que regenteaba un comercio de ramos generales o pulpería en la zona, es posible que haya tomado su nombre del arroyo Caganchas, del municipio español de Belalcázar, provincia de Córdoba, Andalucía. 

## Batallas
Sobre sus costas se desarrollaron dos batallas a la historia uruguaya. La más trascendente tuvo lugar el 29 de diciembre de 1839 como parte de la llamada Guerra Grande. Juan Manuel de Rosas, gobernador de la Provincia de Buenos Aires, ordenó al general Pascual Echagüe invadir la República Oriental del Uruguay con el propósito de apoyar al  expresidente uruguayo Manuel Oribe, acompañado por Juan Antonio Lavalleja. Tras un par de combates menores, el 29 de diciembre de 1839, Fructuoso Rivera cruzó el río Santa Lucía y enfrentó a los rosistas y blancos en las cercanías del arroyo Cagancha. La victoria quedó del lado de Rivera. 
La segunda batalla se produjo el 16 de enero de 1858. En diciembre de 1857 varios grupos de colorados que habían formado el Partido Conservador se rebelaron en distintos puntos de la campaña uruguaya contra el gobierno constitucional de Gabriel Antonio Pereira. El 6 de enero del año siguiente César Díaz desembarcó en Montevideo procedente de Buenos Aires e intentó copar la ciudad. El ejército de Díaz fue perseguido de cerca por las fuerzas gubernativas al mando del general Anacleto Medina. El 16 de enero Díaz fue alcanzado en Cagancha por el coronel Lucas Moreno. La batalla no tuvo un claro vencedor. El 28 de enero Medina lo alcanzó a Díaz al llegar al Paso de Quinteros, sobre el río Negro, donde fue obligado a rendirse.